# Канадский олимпийский отбор по кёрлингу
Канадский олимпийский отбор по кёрлингу (англ. Canadian Olympic Curling Trials; с 2005 турнир известен также как англ. Tim Hortons Roar of the Rings — «Рокот Колец», предваряемое названием фирмы-титульного спонсора турнира Тим Хортон) — турнир по кёрлингу, проводимый между канадскими командами раз в четыре года, в год, предшествующий году проведения очередных зимних Олимпийских игр, как для мужских, так и для женских команд.
Победители турнира — лучшая мужская и женская команды — получают право представлять Канаду как её мужская и женская сборные на зимних Олимпийских играх.
Проводится с 1997. Также турнир проводился перед зимними Олимпийскими играми 1988, где кёрлинг был представлен как демонстрационный вид спорта (перед зимними Олимпийскими играми 1992, где кёрлинг был также демонстрационным видом спорта, турнир не проводился: Канаду там представляли победители национальных чемпионатов — мужская команда Кевина Мартина и женская команда Джулии Саттон).

## Формат турнира
На первом, групповом этапе (Round robin) восемь команд играют между собой по круговой системе в один круг. На втором этапе - система Пейджа для трёх команд, встречаются команды, занявшие на групповом этапе три лучших места: первая команда попадает сразу в финал, команды, занявшие на групповом этапе 2-е и 3-е места, играют в полуфинале.

## Квалификация на турнир
Начиная с турнира 2025 года к участию будут допущены следующие команды (и на женский и на мужской турнир):
1. Чемпионы Канады позапрошлого сезона (при условии попадания в шестерку лучших на чемпионате мира соответствующего сезона)
2. Лучшая команда в Системе Рейтинга Канадских Команд CTRS[англ.]* (далее CTRS) позапрошлого сезона (еще не является чемпионом позапрошлого сезона)
3. Чемпионы Канады прошлого сезона (при условии попадания в шестерку лучших на чемпионате мира соответствующего сезона)
4. Лучшая команда в CTRS по суммарному показателю за позапрошлый и прошлый сезоны (если команда, получившая эту путевку, уже прошла квалификацию, путевку получит следующая по CTRS команда в двухлетнем списке)
5. Вторая команда в CTRS по суммарному показателю за позапрошлый и прошлый сезоны (если команда, получившая эту путевку, уже прошла квалификацию, путевку получит следующая по CTRS команда в двухлетнем списке)
6. Третья команда в CTRS по суммарному показателю за позапрошлый и прошлый сезоны (если команда, получившая эту путевку, уже прошла квалификацию, путевку получит следующая по CTRS команда в двухлетнем списке)
7. Лучшая команда в CTRS прошлого сезона (еще не является чемпионом прошлого сезона)
8. Победитель предквалификационного отбора.

Примечание. Здесь сезон указан относительно даты проведения Канадского олимпийского отбора.

## Годы, города проведения и призёры

### Мужчины
| Год  | Город (провинция)          | Чемпион                                                                                        | Серебряный призёр                                                                            | Бронзовый призёр                                                                       | Место, занятое командой Канады на Олимпиаде |
| ---- | -------------------------- | ---------------------------------------------------------------------------------------------- | -------------------------------------------------------------------------------------------- | -------------------------------------------------------------------------------------- | ------------------------------------------- |
| 1987 | Калгари (Альберта)         | Эд Лукович, Джон Фергюсон, Нил Хьюстон, Брент Сайм, Уэйн Харт                                  | Пэт Райан, Рэнди Фёрби, Дон Валчак, Дон Маккензи                                             | Эд Вереник, Пол Сэвидж, Джон Кавайя, Нил Харрисон                                      | 3                                           |
| 1997 | Брандон (Манитоба)         | Майк Харрис, Ричард Харт, Коллин Митчелл, Джордж Кэррис, Пол Сэвидж                            | Кевин Мартин, Дон Валчак, Руди Рамчаран, Дон Бартлетт                                        | Эд Вереник, Джон Кавайя, Пэт Перру, Нил Харрисон, Вик Петерс                           | 2                                           |
| 2001 | Реджайна, Саскачеван       | Кевин Мартин, Дон Валчак, Картер Райкрофт, Дон Бартлетт, Кен Тралнберг                         | Керри Бартник, Джефф Райан, Роб Микин, Кит Фентон, Andy Hick                                 | Берт Гретцингер, Боб Урсел, Mark Whittle, David Mellof                                 | 2                                           |
| 2005 | Галифакс (Новая Шотландия) | Брэд Гушу, Марк Николс, Расс Ховард, Джейми Кораб                                              | Джефф Стоутон, Джон Мид, Гарри ван ден Берге, Стив Гулд, Don Harvey                          | Джон Моррис, Кевин Кюи, Марк Кеннеди, Paul Moffatt, Бен Хеберт                         | 1                                           |
| 2009 | Эдмонтон (Альберта)        | Кевин Мартин, Джон Моррис, Марк Кеннеди, Бен Хеберт, Адам Энрайт, тренер: Джулс Овчар          | Гленн Ховард, Ричард Харт, Брент Лэинг, Крейг Сэвилл, Стив Байс                              | Джефф Стоутон, Кевин Парк, Rob Fowler, Стив Гулд                                       | 1                                           |
| 2013 | Виннипег (Манитоба)        | Брэд Джейкобс, Райан Фрай, И Джей Харнден, Райан Харнден, Калеб Флэкси, тренер: Том Коултерман | Джим Коттер, Джон Моррис, Тайрел Гриффит, Рик Саватски, Jason Gunnlaugson, тренер: Пэт Райан | Кевин Мартин, Дэвид Недохин, Марк Кеннеди, Бен Хеберт, Брэд Гушу, тренер: Джулс Овчар  | 1                                           |
| 2017 | Оттава (Онтарио)           | Кевин Кюи, Марк Кеннеди, Брент Лэинг, Бен Хеберт, Скотт Пфейфер, тренер: Джон Данн             | Майк Макьюэн, Би Джей Ньюфелд, Мэтт Возняк, Дэнни Ньюфелд, тренер: Крис Ньюфелд              | Брэд Гушу, Марк Николс, Бретт Галлант, Джефф Уокер, Томас Соллоус, тренер: Джулс Овчар | 4                                           |
| 2021 | Саскатун (Саскачеван)      | Брэд Гушу, Марк Николс, Бретт Галлант, Джефф Уокер, Джефф Томас, тренер: Джулс Овчар           | Брэд Джейкобс, Марк Кеннеди, И Джей Харнден, Райан Харнден, тренер: Калеб Флэкси             | Кевин Кюи, Джон Моррис, Би Джей Ньюфелд, Бен Хеберт, Дэнни Ньюфелд, тренер: Джон Данн  | 3                                           |

### Женщины
| Год  | Город (провинция)          | Чемпион                                                                                        | Серебряный призёр                                                                         | Бронзовый призёр                                                                                      | Место, занятое командой Канады на Олимпиаде |
| ---- | -------------------------- | ---------------------------------------------------------------------------------------------- | ----------------------------------------------------------------------------------------- | --- | ------------------------------------------- |
| 1987 | Калгари (Альберта)         | Линда Мур, Линдси Спаркс, Дебби Джонс, Пенни Райан, Пэтти Венд                                 | Конни Лалибёрте, Janet Harvey, Коринн Питерс, Джанет Арнотт                               | Пэт Сандерс, Джорджина Хоукс, Луиз Эрлаву, Деб Массулло                                               | 1                                           |
| 1997 | Брандон (Манитоба)         | Сандра Шмирлер, Джен Беткер, Джоан Маккаскер, Марсия Гудерайт                                  | Шэннон Клейбринк, Гленис Баккер, Shannon Nimmo, Joanne Sipka, Sally Shigehiro             | Келли Оуэн, Марла Гейгер, Sherry Fraser, Кристин Юргенсон                                             | 1                                           |
| 2001 | Реджайна, Саскачеван       | Келли Лоу, Джулия Скиннер, Джорджина Уиткрофт, Диана Нельсон, Шерил Нобл                       | Шерри Андерсон, Kim Hodson, Sandra Mulroney, Donna Gignac, Heather Walsh                  | Колин Джонс, Ким Келли, Мэри-Энн Уэй, Нэнси Делахант                                                  | 3                                           |
| 2005 | Галифакс (Новая Шотландия) | Шэннон Клейбринк, Эми Никсон, Гленис Баккер, Кристин Кешен, Сандра Дженкинс                    | Келли Скотт, Джина Шредер, Саша Картер, Рене Симмонс, Мишель Аллен                        | Стефани Лоутон, Марлиз Кэснер, Шерри Синглер, Челси Белл, Бет Искью                                   | 3                                           |
| 2009 | Эдмонтон (Альберта)        | Шерил Бернард, Сьюзан О'Коннор, Кэролин Дербишир, Кори Бартел, Кристи Мур                      | Шэннон Клейбринк, Эми Никсон, Бронвин Уэбстер, Челси Белл, Хезер Недохин                  | Криста Маккарвилл, Tara George, Kari MacLean-Kraft, Лоррейн Лэнг                                      | 2                                           |
| 2013 | Виннипег (Манитоба)        | Дженнифер Джонс, Кейтлин Лоус, Джилл Оффисер, Дон Макьюэн, Кирстен Уолл, тренер: Джанет Арнотт | Шерри Мидо, Jo-Ann Rizzo, Ли Мерклингер, Leigh Armstrong, Lori Eddy, тренер: Bob Turcotte | Рэйчел Хоман, Эмма Мискью, Элисон Кревьязак, Лиза Уигл, Хизер Смит, тренер: Эрл Моррис                | 1                                           |
| 2017 | Оттава (Онтарио)           | Рэйчел Хоман, Эмма Мискью, Джоанн Кортни, Лиза Уигл, Шерил Кревьязак, тренер: Adam Kingsbury   | Челси Кэри, Кэти Овертон-Клэпем, Джоселин Петерман, Лейни Питерс, тренер: Helen Radford   | Дженнифер Джонс, Кейтлин Лоус, Джилл Оффисер, Дон Макьюэн, Дженнифер Кларк-Руир, тренер: Уэнди Морган | 6                                           |
| 2021 | Саскатун (Саскачеван)      | Дженнифер Джонс, Кейтлин Лоус, Джоселин Петерман, Дон Макьюэн, Лиза Уигл, тренер: Виктор Челль | Трэйси Флёри, Селена Ньегован, Лиз Файф, Кристин Маккуиш, Челси Кэри, тренер: Шерри Мидо  | Криста Маккарвилл, Кендра Лилли, Эшли Сиппала, Сара Поттс, тренер: Рик Лэнг                           | 5                                           |